# Cerro Hudson
Der Cerro Hudson, auch Volcán Hudson, ist ein 1905 m hoher aktiver Stratovulkan in Chile. Er liegt in der Región de Aisén 100 km nordwestlich von Chile Chico.

## Historische Ausbrüche
Sein Vulkanausbruch von 1991 war mit der Stärke 5 auf dem Vulkanexplosivitätsindex (VEI) einer der stärksten Ausbrüche im letzten Jahrhundert. Die größten Ausbrüche vorher waren 4750 v. Chr. und 1890. Kleinere Ausbrüche folgten 1891 und 1971 (VEI: 3).
Die Eruption von August bis Oktober 1991 schleuderte 7,6 km³ vulkanische Lockermassen (Tephra) in die Luft. Teile der Gletscher schmolzen, sodass sich eine riesige Schlammlawine (Lahar) in die Täler ergoss. Die Bewohner wurden vorher evakuiert. Die Asche verteilte sich über große Bereiche Chiles, Argentiniens bis zu den Falklandinseln.
Die chilenischen Städte Chile Chico und Puerto Ingeniero Ibáñez wurden mit großen Aschemengen bedeckt.
Die riesige Eruption blieb aufgrund des fast gleichzeitigen Ausbruchs des Vulkans Pinatubo auf den Philippinen weithin unbeachtet. Der Ausstoß an Schwefeldioxid und anderen Aerosolen übertraf dabei die Pinatubo-Eruption.